# 三ノ宮駅
三ノ宮駅（さんのみやえき）は、兵庫県神戸市中央区布引町四丁目にある、西日本旅客鉄道（JR西日本）東海道本線の駅である。駅番号はJR-A61。「JR神戸線」の愛称区間に含まれている。
JR西日本の兵庫県内の駅の中では最大の利用者数を誇る。阪神神戸三宮駅・阪急神戸三宮駅などが隣接する（詳細は後述）。

## 概要
神戸市の都心である「三宮」に位置しており、神戸を代表するターミナル駅である。私鉄・地下鉄・新交通の各線の三宮駅・神戸三宮駅と接続する交通の要衝となっており、兵庫県内及び神戸市内で最も利用客が多い（JR西日本管内では天王寺駅に次ぐ4番目の利用者数を持つ。）。当駅周辺は市内最大の繁華街であり、当駅から西側の元町駅にかけては神戸市の中心市街地が広がっている。1874年、国内2番目の鉄道路線である大阪駅 - 神戸駅間の開通と同時に開業した。当駅が立地する付近の地域の正式名称（三宮町）は当駅名とは異なって「三宮」となっており、「ノ」が入らない。
名目上の神戸市の代表駅や特定都区市内制度の神戸市内中心駅は「神戸駅」であり、新幹線の営業キロ計算においても、山陽新幹線が停車する新神戸駅は（最寄の在来線駅である当駅ではなく）神戸駅と同じ扱いになっている。しかし、当駅は市内最大の繁華街である三宮の中心部に位置し、複数の私鉄や地下鉄との乗り換え駅であることから実質的な神戸の玄関口としての役割を担っている。また、各社高速バスの神戸におけるバスターミナルも神戸駅前ではなく当駅前に位置している。特急を含む全列車（下りの「サンライズ瀬戸・出雲」を除く）が停車する当駅に対して、夕通勤時間帯を除く「スーパーはくと」と「サンライズ瀬戸・出雲」は神戸駅に停車せず、1970年の新快速登場時には当駅は停車駅であったが、神戸駅は通過していた（現在は神戸駅にも停車する）。JR西日本各駅構内の方面案内でも「三ノ宮・姫路方面」というように、神戸駅よりも当駅の扱いが優先されている。
県内最大の利用者数を誇るターミナル駅であるが、所属路線は東海道本線（JR神戸線）のみでホームも2面4線とコンパクトな駅であり、分岐器や絶対信号機を持たないため停留所に分類されている。通常は当駅発着の電車は設定されていない。ただし、神戸ルミナリエやみなとこうべ海上花火大会（下りのみ）の開催時などの多客時やダイヤが乱れた場合は当駅を始発とする電車が運転されることがある。
当駅は駅長が配置された直営駅であり、管理駅として六甲道駅- 灘駅間の各駅と元町駅・新神戸駅を管轄している。アーバンネットワークエリア（京阪神地区）に属しており、ICOCA利用可能駅である（相互利用可能ICカードはICOCAの項を参照）。

### 接続路線

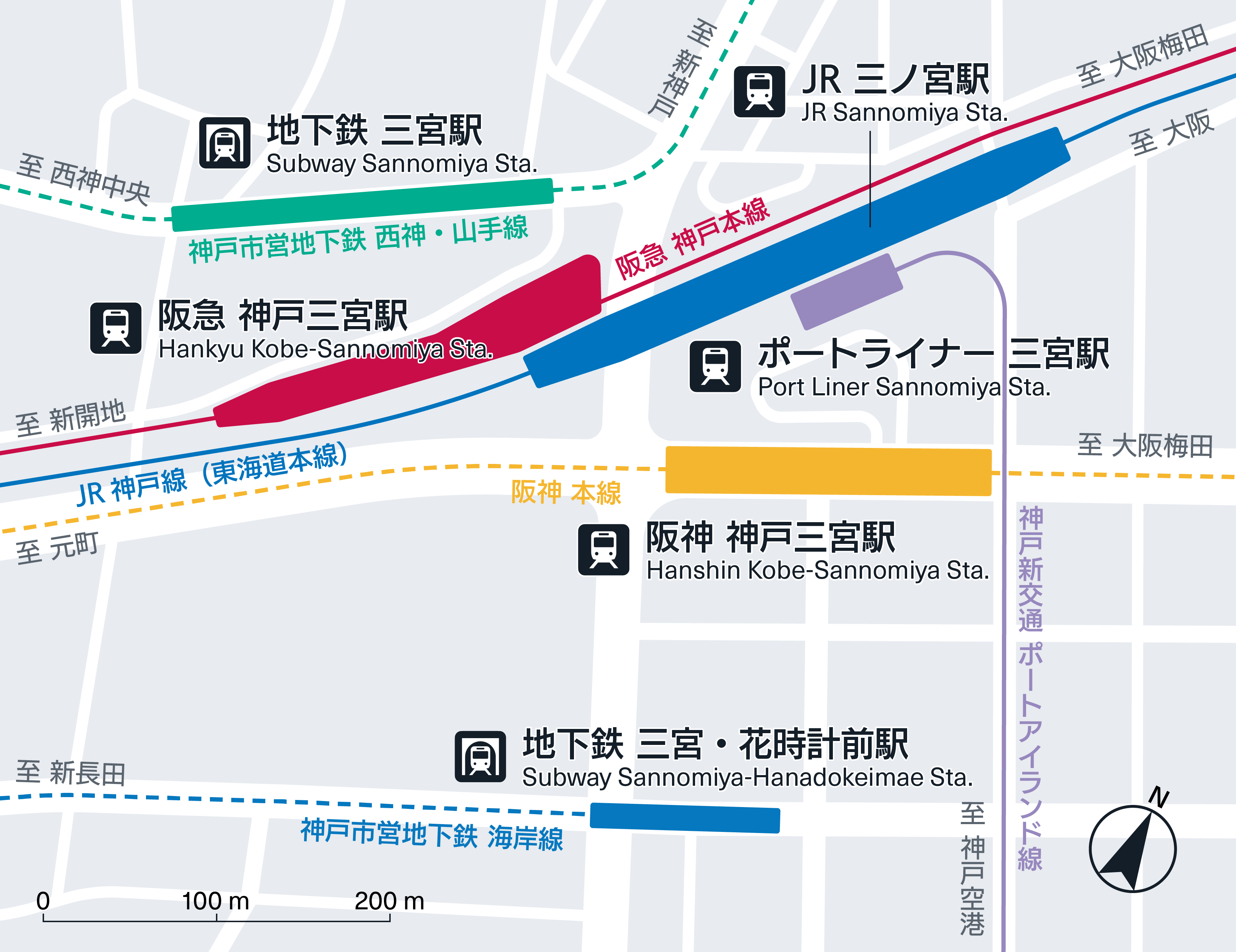
各路線の駅の位置関係

当駅は下記の路線との乗り換えが可能となっている。
- 阪神電気鉄道
  - 本線：神戸三宮駅 - 駅番号はHS 32
- 阪急電鉄 - 駅番号はHK-16
  - 神戸本線・ 神戸高速線：神戸三宮駅 - 両線とも当駅が終点
- 神戸新交通
  - ポートアイランド線：三宮駅 - 当駅が起点、駅番号はP01
- 神戸市交通局（神戸市営地下鉄）
  - 西神・山手線 ：三宮駅 - 駅番号はS03
  - 海岸線：三宮・花時計前駅 - 駅番号はK01

### 山陽新幹線への乗り換え特例
神戸市内における山陽新幹線の駅として新神戸駅がある。新神戸駅は新幹線単独駅であり、在来線に直接乗り換えることができない。そのため、特例で当駅が乗り換え最寄り駅とされており、神戸市内発着の乗車券により当駅で途中下車後、新神戸駅へ再入場することが可能である。ただし、当駅から新神戸駅への移動費用（地下鉄運賃およびタクシー料金など）は別途支払う必要がある。

## 歴史
1874年、大阪駅 - 神戸駅間の開通と同時に開業した。当時は宇治川を挟んで東が神戸町（神戸港）、西が兵庫津（兵庫港）で、海運との連絡や荷捌き場が必須となる神戸駅は海に面する広大な土地を必要としたが、神戸町の沿岸部には既に余地が無く、兵庫津の沿岸部には宇治川 - 湊川（旧河道）間に余地があった。厳密には宇治川河口西岸に福原遊廓が置かれていたが、これを湊川東岸の代替地（新福原）へ移転させ、また、西国街道沿いの兵庫津相生町の人家を山側の坂本村南部（仲町部）へ移転させ、兵庫津の相生町および東川崎町に神戸駅が設置された。一方、神戸町側では旧来の町場（元町）と神戸外国人居留地の境界となる鯉川筋付近、現在の元町駅の位置に当駅が設置された。駅名は「神戸」を使用できないことから、駅の東方に鎮座する三宮神社から採られた。
1899年に居留地が返還された後も、日本の商社や銀行が多く進出するビジネス街として発展し、阪神電気鉄道（阪神電車）が1905年に現・三ノ宮駅付近に阪神本線のターミナル駅・三宮駅（現神戸三宮駅）を設けたことなどにより、中心市街地は東へ移り変わっていた。昭和に入ると神戸市の都市計画に絡み、市街を分断する形になっていた鉄道省線（国有鉄道線）を地下線とする案が市から出された。鉄道省は費用の問題もあり高架化することとなったが、市の都市計画の一環で現・三ノ宮駅付近に新たな街を形成する指針が示されており、1931年、高架化とともに現在地に移転開業した。なお、移転元の位置には1934年に請願を受けて元町駅が開業している。1945年の神戸大空襲で旧市街地が甚大な影響を受けたことや、1957年神戸市庁舎が旧居留地東側に完成したことなどにより、兵庫駅でも神戸駅でもなく三ノ宮駅が中心市街地となった。
駅名は、開業当時の駅位置近くにあった三宮神社が由来である。地名や他の交通機関の駅名などはすべて「三宮」であるのに対し、JRのみ「三ノ宮」と“ノ”の文字を含んでいるのは、開業が最も早く、駅創設時からあえて“ノ”をつけることによって地名の読み違いをさせないよう配慮していた名残であると考えられている。「三ノ宮」という駅名は、今ではJRと他交通機関の駅名を区別するのに役立っている（一方で、近隣の類似事例であり当駅と同日に西宮町（現在の西宮市）に開業した西ノ宮駅は、市の長年の要望もあって2007年3月18日、さくら夙川駅の開業と同時に“ノ”を省いた「西宮駅」に改称された）。駅名については、#駅名改称構想の項も参照のこと。
長らくプラットホーム上屋（屋根）は8両編成分のみ設置されていたほかホームの嵩上げもなされていない状態が続き、新快速が平日ラッシュ時や土曜・休日に12両編成での運転を開始して以降も大阪側の4両編成分には屋根がないほか、ホームと車両の床面が揃わず水平ではなかった。この部分は2005年3月1日のバリアフリー化工事完成と同時に整備されたが、それ以降もさらに大阪側（12両編成以上）の部分には上屋が設置されていない。また2007年4月1日にホームの電光掲示板が高輝度のものに、2010年8月18日には、改札口の電光掲示板が高輝度のものに交換された。駅設備については、#リニューアル構想の項も参照のこと。
かつては客車寝台列車が停車していたが、2008年3月15日のダイヤ改正をもって最後の停車列車であった九州方面の寝台特急「なは・あかつき」が通過となったことにより、定期客車寝台列車の停車は無くなった。なお、客車ではなく電車寝台列車については、現在でもサンライズ瀬戸・出雲（両列車は併結運転）の東京行き上り列車が停車している。

### 年表

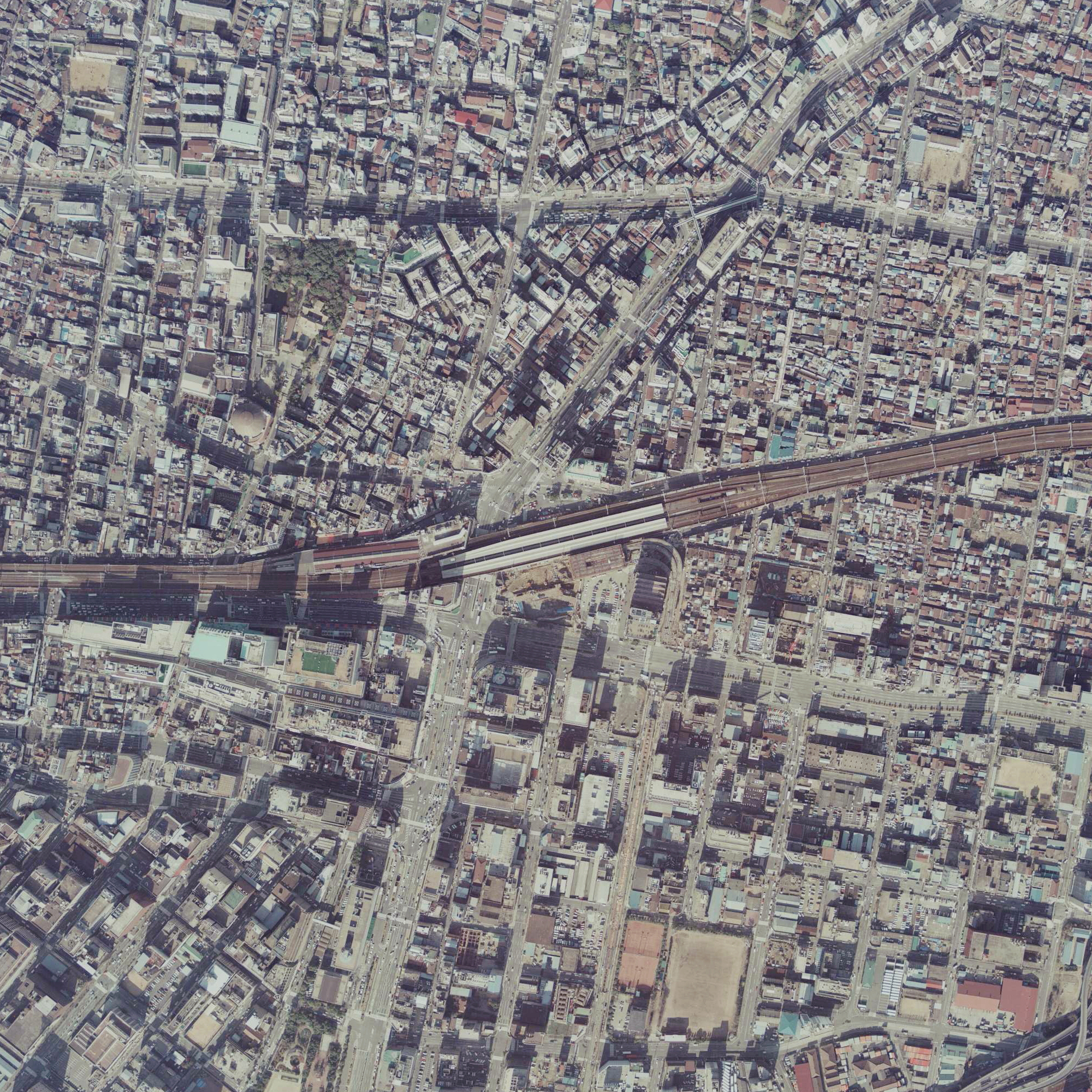
三ノ宮駅周辺の空中写真（1979年12月撮影）

- 1874年（明治7年）5月11日：官設鉄道の大阪駅 - 神戸駅間の開通と同時に開業する[1][7]。
- 1889年（明治22年）8月30日：駅舎を木造平屋建てから、煉瓦造りの一部2階建てに改築[8]。
- 1895年（明治28年）4月1日：線路名称が制定され、東海道線（1909年より東海道本線）の所属となる。
- 1918年（大正7年）5月1日：神戸港駅に貨物取り扱い業務を移管し、当駅での貨物の取り扱いが廃止される[7]。
- 1929年（昭和4年）3月：高架化工事に伴い、駅舎を移転[8]。
- 1931年（昭和6年）10月10日：高架駅化により現在の元町駅の位置から現在地に移転する[8]。
  - 三宮神社に近い旧駅舎からわざわざ現在地へ移転したのは、そごう（現・神戸阪急）が現在地へと移転するなど、三宮の地域を中心地として整備する計画があったためである。駅移転後の1934年7月20日に、旧駅舎に近い場所に元町駅が設置された。
  - 三ノ宮駅の上下線ホームには明治時代に来日した英国人技師C・Aポーナルが設計した鉄桁が転用されたが、製造時期やどこで使用されていたものかは分かっていない[9]。このポーナル桁は1995年（平成7年）の阪神・淡路大震災により特に駅の西側では大幅に作り直されたため失われたが東側のもの（跨道橋など）は難を逃れた[9]。
- 1938年（昭和13年）7月5日：阪神大水害により5尺（約150cm）の高さまで冠水[10]。
- 1980年（昭和55年）12月1日：行政区の合併により駅の所在地が葺合区から中央区となる。
- 1981年（昭和56年）3月：三宮ターミナルビル開業。

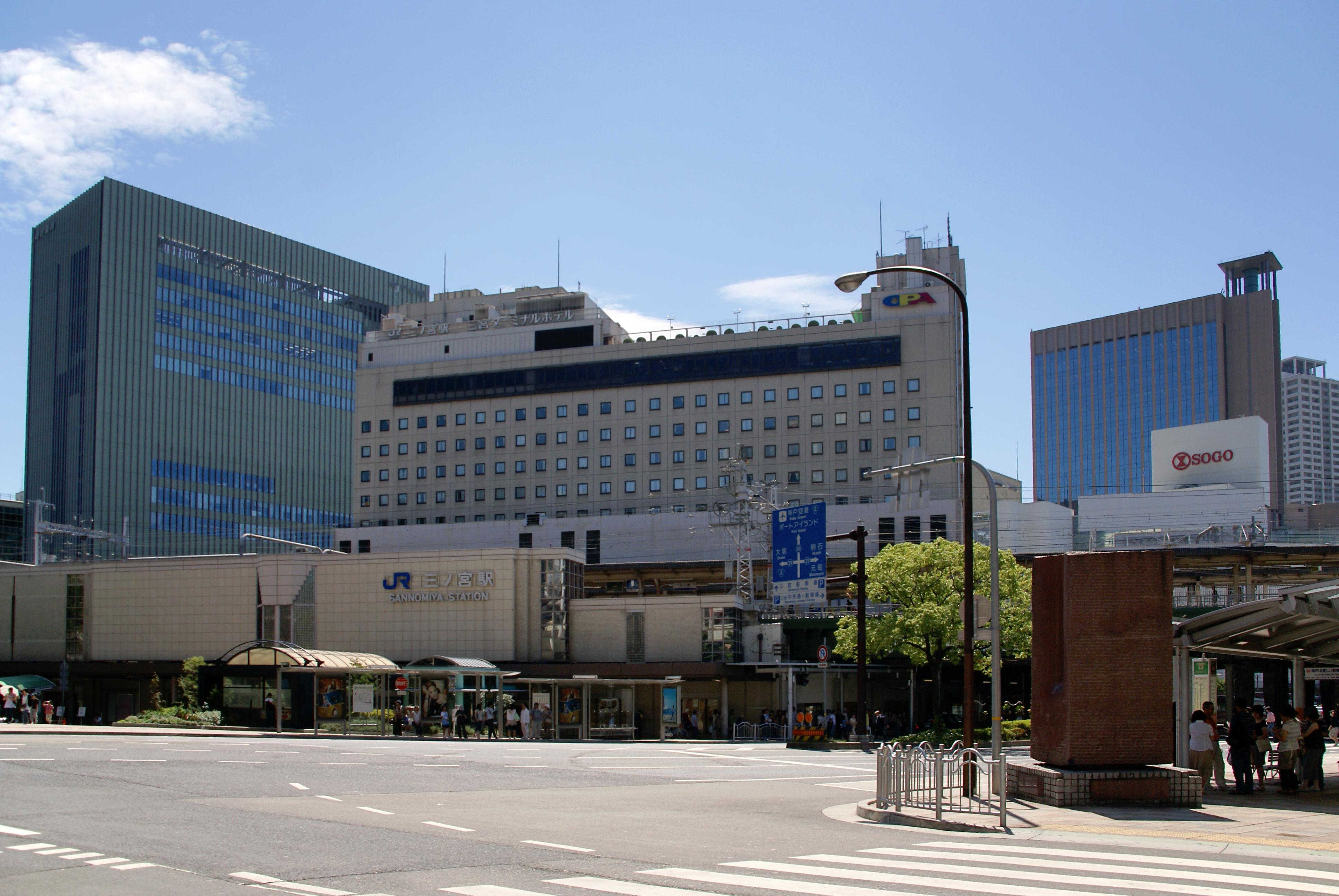
三宮ターミナルビル（解体中）

- 1987年（昭和62年）4月1日：国鉄分割民営化により西日本旅客鉄道（JR西日本）の駅となる[7]。
- 1988年（昭和63年）3月13日：路線愛称の制定により、「JR神戸線」の愛称を使用開始。
- 1992年（平成4年）11月14日：乗車専用だった中央口改札と降車専用だった東口改札が乗降兼用となる[11]。
- 1995年（平成7年）
  - 1月17日：午前5時46分に阪神・淡路大震災が発生し、当駅もホームが割れるなどの被害を受けた。また、この震災で東海道本線が不通となったため駅の営業も休止することとなった。
  - 2月20日：灘駅 - 神戸駅間の復旧により、営業を再開する。この時点では、フラワーロードの真上部分のホームは撤去されたままであったため、中央口と東口のみで客扱いを行った。
  - 6月19日：西口の営業を再開[12]。この再開にあわせて旧神戸新聞会館から伸びていた新聞運搬用地下専用通路へのエレベーターが撤去された。
- 1997年（平成9年）
  - 3月8日：JR神戸線標準接近メロディ「さざなみ」が導入される[13]。
  - 10月11日：中央口、西口に自動改札機を設置し、供用開始[14]。
  - 11月8日：東口に自動改札機を設置し、供用開始[14]。
- 2002年（平成14年）7月29日：JR京都・神戸線運行管理システムが導入される[15]。
- 2003年（平成15年）
  - 11月1日：ICカード「ICOCA」の利用が可能となる。
  - 12月1日：中央口上階をリニューアルしたレストラン街「ダイニングロード」が開業する。
- 2005年（平成17年）3月1日：改札内のエレベーターが供用開始する。
- 2007年（平成19年）
  - 3月18日：駅自動放送を更新する。
  - 4月1日：ホームの電光掲示板を高輝度のものに交換する。
- 2010年（平成22年）8月18日：改札口の電光掲示板を高輝度のものに交換する。
- 2011年（平成23年）4月11日：駅コンコース改良工事を着手。
- 2013年（平成25年）
  - 6月24日：駅ナカにファッションゾーンが開業する（6月7日北西部先行オープン）[16]。
  - 7月19日：駅ナカに「アントレマルシェ三ノ宮」が開業[17]。
  - 9月1日：女性専用有料化粧直しスペース「アンジェルブ」が開業[18]。
- 2014年（平成26年）4月28日：駅コンコース改良工事の最終改装エリアが開業。入れ替わりスイーツショップ「エキマルスイーツ」が開業[19]。
- 2015年（平成27年）
  - 3月12日：入線警告音の見直しに伴い、接近メロディをJR神戸線標準接近メロディ「さざなみ」の音質見直し版に再び変更する[20]。
  - 9月：駅南側の駅前広場で温泉掘削工事が完了[21]。
- 2016年（平成28年）
  - 3月26日：ダイヤ改正に伴い、当駅での新快速と普通電車の相互接続が廃止される。
  - 11月16日：当駅に昇降式ホーム柵を優先的に設置することを発表する[22]。
  - 12月2日：カメラの画像解析技術を使った酔っ払い客や不審物などの自動検知を行う遠隔セキュリティカメラを京橋駅・新今宮駅に次いで導入[23]。
- 2017年（平成29年）12月31日：三宮ターミナルホテルが閉業する[24][25]。
- 2018年（平成30年）
  - 3月17日：駅ナンバリングが導入される[26]。
  - 3月31日：耐震改修促進法の改正を受け耐震性能が不足していた三宮ターミナルビルが閉館する[27]。2016年より行われた駅構内の天井耐震化・美装化工事が完了する。
- 2019年（令和元年）
  - 10月20日：3番のりばにて、昇降式ホーム柵の使用を開始[28]。
  - 11月22日：2番のりばにて、昇降式ホーム柵の使用を開始[29]。
- 2022年（令和4年）12月20日：4番のりばにて、昇降式ホーム柵の使用を開始[30]。
- 2023年（令和5年）5月27日：1番のりばにて、昇降式ホーム柵の使用を開始[31]。

## 駅構造
東西方向に伸びる島式ホーム2面4線を持つ高架駅。フラワーロードを跨ぐ形でホームがある。1・4番のりば（外側線）は15両編成対応で、2・3番のりば（内側線）は12両編成対応になっている。改札口は、西口・中央口・東口があり、中央口と東口の改札内は駅中央で繋がっている。西口コンコースは阪急神戸三宮駅の東改札口と改札外で直結している。西口高架下にはJR西日本アーバン開発運営の「プリコ三宮」がある。
トイレは各改札内にある。

### のりば
| のりば | 路線     | 行先                 | 備考                     |
| ------ | -------- | -------------------- | ------------------------ |
| 1      | JR神戸線 | 尼崎・大阪・京都方面 | 特急・新快速・一部の快速 |
| 2      | JR神戸線 | 尼崎・大阪・京都方面 | 快速・普通               |
| 3      | JR神戸線 | 西明石・姫路方面     | 快速・普通               |
| 4      | JR神戸線 | 西明石・姫路方面     | 特急・新快速・一部の快速 |

- 上表の路線名は旅客案内上の名称（愛称）で表記している。
- 上述の通り、特急・新快速はすべて1・4番のりば、普通電車はすべて2・3番のりばに停車する。かつては日中は新快速と普通（JR東西線直通）が当駅で相互接続していたが、2016年（平成28年）3月26日のダイヤ改正より、大阪駅発車時刻の変更や摩耶駅開業による普通電車の所要時間が伸びたことなどから、相互接続は廃止され六甲道駅付近で追い抜くようになった[独自研究?]。
- 快速は基本的に2・3番のりばに停車するが、朝ラッシュ時に運行される外側線経由の快速は1・４番のりばに停車する。
- コンコースには売店がある。新型インフルエンザの影響で一時営業休止したが、後に営業再開された[33]。

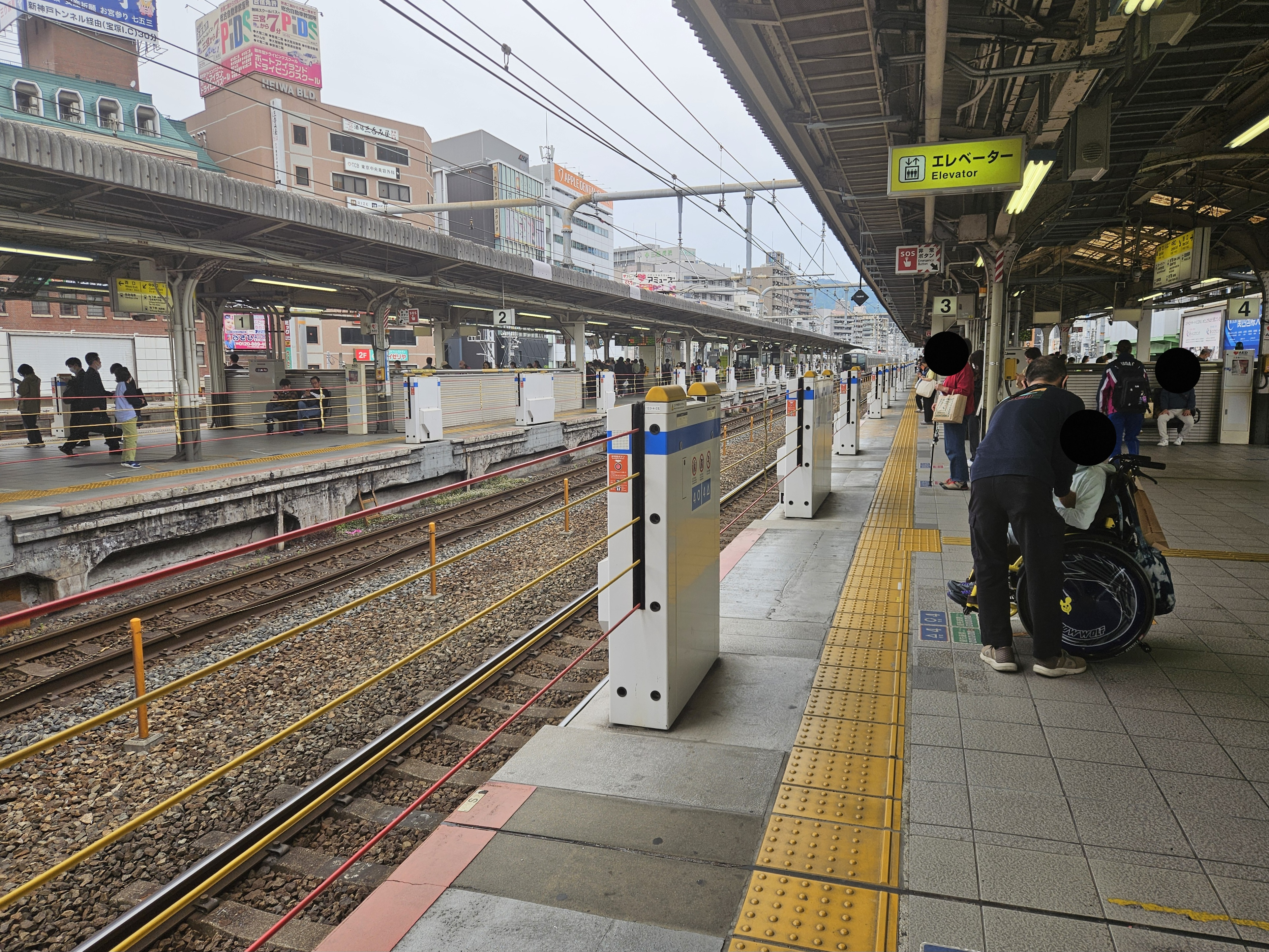
ホーム（2025年5月）
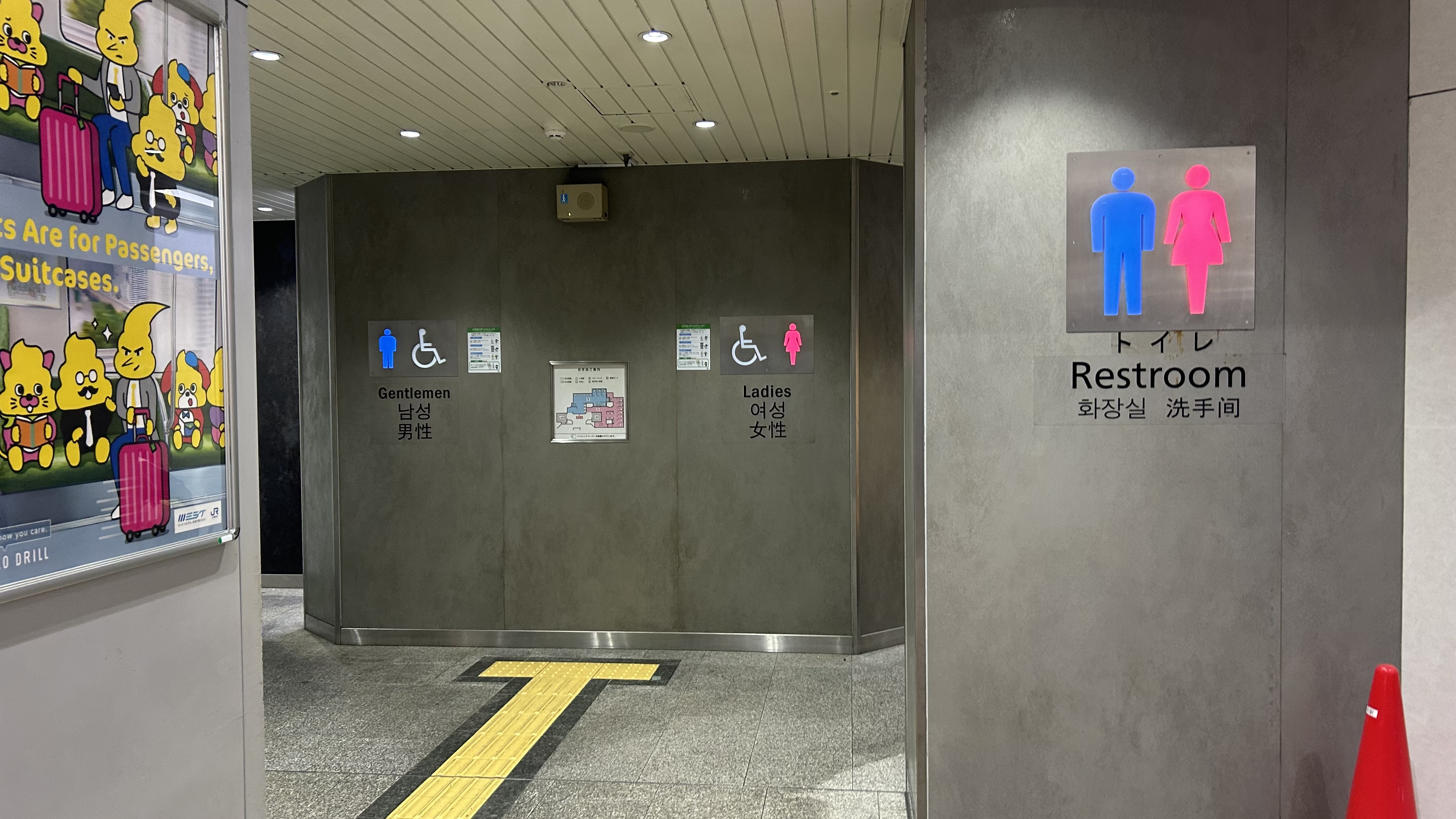
東・中央改札内トイレ
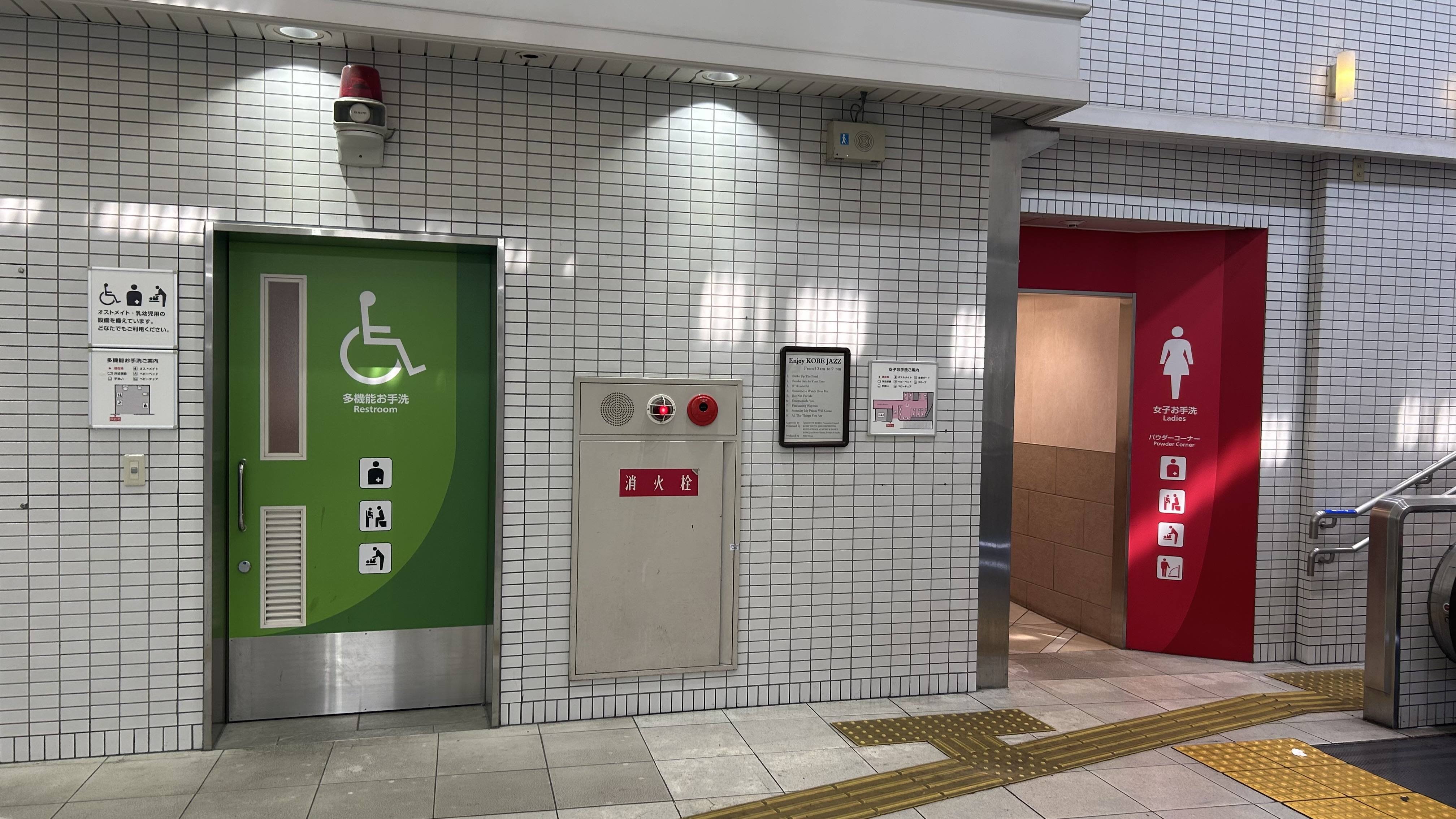
西改札内トイレ

金の鈴広場
中央改札口付近に、天井から金色の鈴が吊り下げられている場所がある。このエリアは「金の鈴広場」と命名されている。神戸中央ライオンズクラブからの寄贈であることが明記されている。
郵便窓口
神戸中央郵便局三宮駅内分室（郵便窓口のみ）・ ゆうちょ銀行大阪支店JR三宮駅構内出張所 (ATM) が当駅内にある。なお、店名はいずれも「三ノ宮駅」ではなく「三宮駅」と呼称されている。

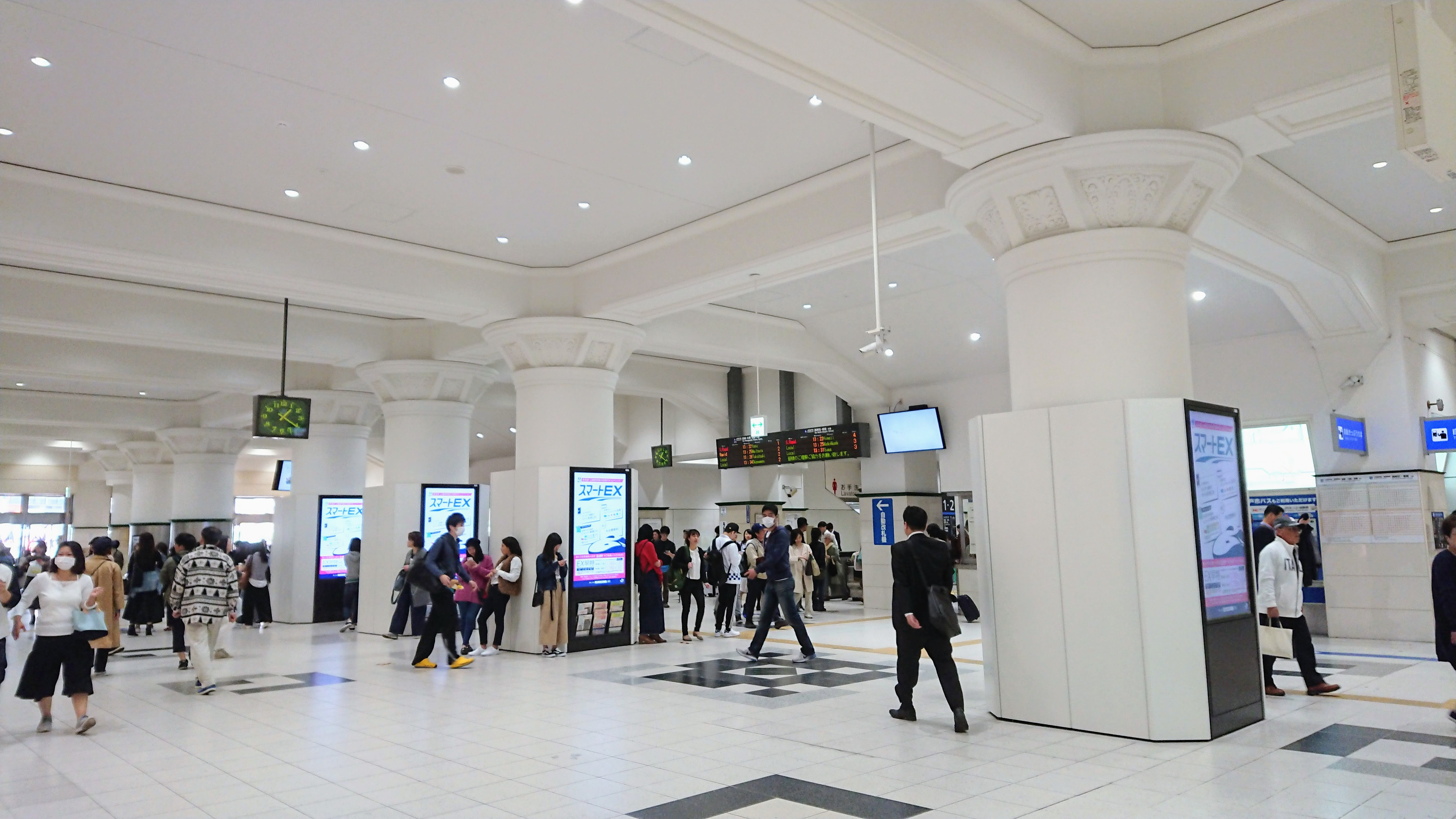
中央口
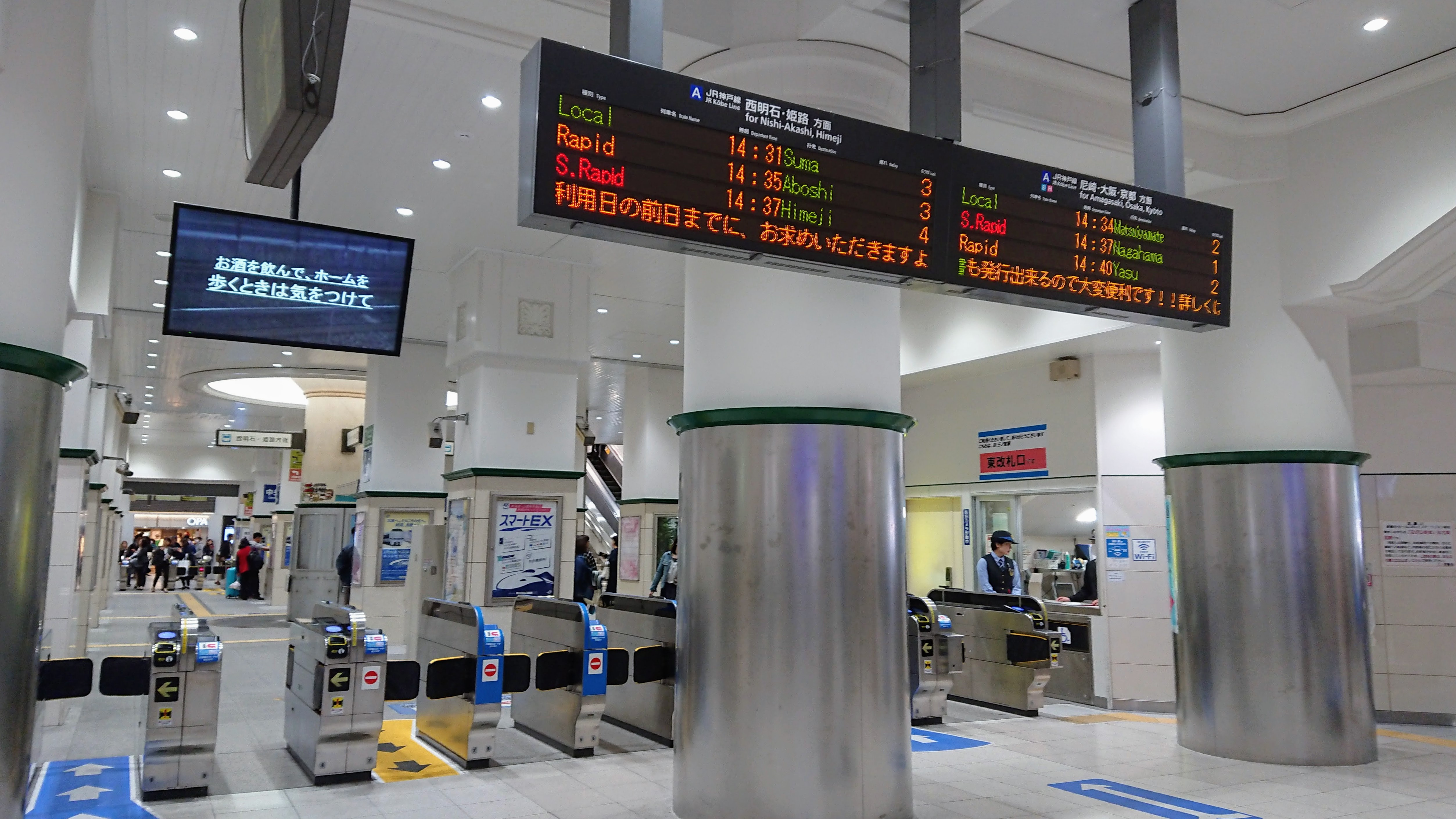
東口
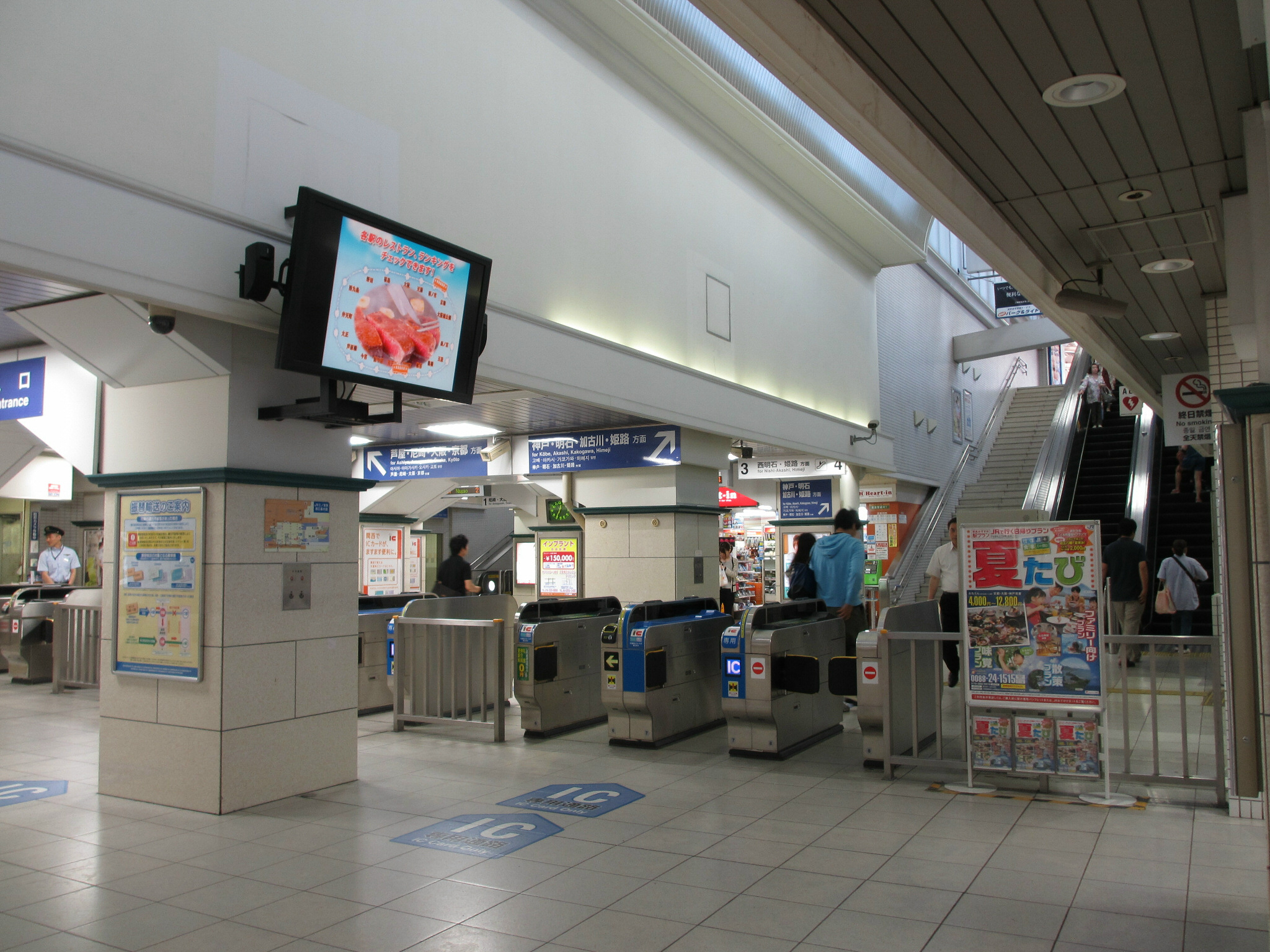
西口（改修前）
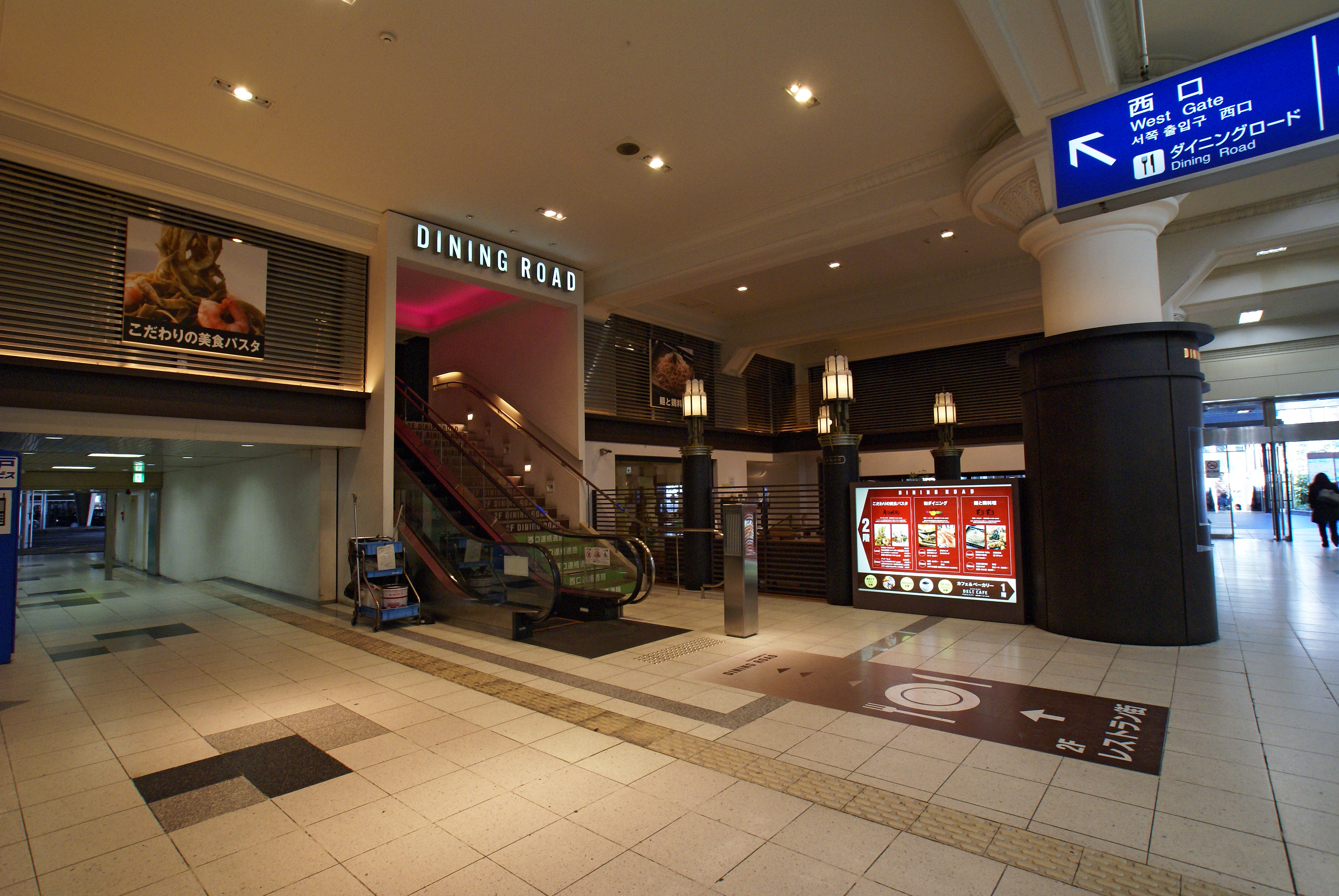
レストラン街「ダイニングロード」入口

### 駅ビル
2018年3月まで、駅南側に、地上11階、地下2階建ての「三宮ターミナルビル」があり、三宮ターミナルホテルや三宮オーパなどが入居していた。このビルは1972年より市から国鉄に対し「駅ビルを建設してほしい」との要望書を提出していたことをうけ、1981年3月、神戸ポートアイランド博覧会の開催や、神戸新交通ポートアイランド線の開業と同時に開業した。開業とともに地下駐車場やタクシー乗り場が新設された。当駅ビルのデザイン案として、当初はイギリスのリバティ百貨店を模した異人館風のデザインも検討されていた。2018年3月、耐震改修促進法の改正を受け三宮ターミナルビルの耐震性能が不足していることが判明したため、閉業した。
2020年9月24日、神戸市は新型コロナウィルス感染症の流行の影響でJR西日本の計画再検討に時間がかかっており、2020年度に予定されていた都市計画決定が2021年度にずれ込む見通しであることを発表した。旧ビルの解体工事は予定通り年内に完了する見込みであることから、新ビルの工事着工までの間、旧ビル跡地は暫定的活用を検討する方針が示された。
2022年3月30日、JR西日本、都市再生機構、神戸市の三者は新駅ビルの開発計画概要を公表し、2023年度に着工、2029年度に開業予定であることが明らかとなった。新駅ビルは地上32階地下2階建てで地下1階から10階に商業施設、12階から17階はオフィス、18階から32階はホテル（客室数約250室）、最上階にはレストランが入る計画である。

### リニューアル構想
当地区は神戸市の都心・三宮の再整備プロジェクトの中心とされており、これまで市、鉄道各社、有権者を交えた再開発の検討が行われている。市が発表した「神戸三宮「えき≈まち空間」基本計画」では、「三宮クロススクエア」として三ノ宮駅周辺のフラワーロード、中央幹線への一般車両乗り入れを無くし歩行者専用空間に改造するとされており、新駅ビルも同構想を前提とした建て替えが検討されている。2011年1月、神戸の玄関口である当駅リニューアルと三宮ターミナルビルの建て替えをJR西日本が検討していると報じられた。同リニューアルは近年、近隣の主要ターミナル駅においては京都駅ビル（1997年9月11日開業）や大幅な増築がなされた大阪駅（2011年5月4日開業、総事業費約2,100億円）などの大規模なリニューアルが相次いでいることを背景に、神戸市側からJRに検討を要請しているものである。
その後、自動改札機やトイレの新設、店舗の改良、構内レイアウトの変更など駅コンコースの改良工事が2011年4月より2012年度末を工期予定として実施する。と発表され、途中駅ナカショッピングゾーンの開業など追加工事も含め2014年5月に構内改良工事が完了した。その後2016年には構内耐震工事と合わせて美装化工事が2018年3月まで行われた。
一方、新駅ビルに関しては、2013年にJR西日本が三宮ターミナルビルを高さ160メートル前後の超高層複合ビルに建て替える方針を固め、2021年度の完成を目指すとの報道がなされたが、その後同年3月のJR西日本の中期経営計画には「三ノ宮駅の開発の検討」とされ具体的な計画は発表されなかった。2013年11月より、ジェイアール西日本ホテル開発により南側駅前広場で温泉掘削工事が開始され、2015年8月上旬に深さ数千メートルの岩盤で温泉が湧き出ていることを確認している。温泉の用途は不明であるが、新駅ビル内に活用されることが期待されている。2016年5月のJR西日本来島達夫新社長就任時の記者会見では、三ノ宮駅ビル早期具体化に意欲を示し、中期経営計画期間である残り2年で地元と歩調を合わせ、絵姿を出せればと述べている。
また、リニューアルや建て替えに合わせて、現在の東口よりさらに東側、現在の神姫バス神戸三宮バスターミナルの位置に新たな東口を設置するよう市から請願書が送られている。

### 駅名改称構想
2015年秋に、神戸市が”三宮駅周辺の一体的空間づくりが望ましい”との判断から、先行して改称した阪急・阪神と同じ「神戸三宮」への改称の要望をJR西日本に申し入れた。なお、改称がなされる場合は神戸市営地下鉄の駅名も統一する考えであるとしている。ただし、JR西日本側からの動きは今のところない。

## ダイヤ
日中時間帯は1時間に16本（新快速・快速がそれぞれ4本、普通電車が8本）停車する。朝は姫路方面発大阪行き新快速･快速、夕方は大阪発姫路方面行き新快速が増発されるなど、本数が多くなる。

## 駅弁
主な駅弁は下記の通り。
- JR貨物コンテナ弁当 神戸のすきやき編

## 利用状況
2023年（令和4年）度の1日平均乗車人員は115,935人である。JR西日本の駅では第4位（所属路線が一路線のみの駅では第1位）であり、兵庫県のJR駅では最多である。
近年の1日平均乗車人員は下表のとおりである。
| 年度               | 1日平均乗車人員 | 1日平均乗車人員 | 1日平均乗車人員 |
| 年度               | 総数            | 増加率          | 定期            |
| ------------------ | --------------- | --------------- | --------------- |
| 1995年（平成07年） | 120,846         |                 | 71,157          |
| 1996年（平成08年） | 122,837         | 1.6%            | 71,363          |
| 1997年（平成09年） | 120,509         | -1.9%           | 70,772          |
| 1998年（平成10年） | 119,568         | -1.0%           | 69,996          |
| 1999年（平成11年） | 119,345         | -0.8%           | 69,010          |
| 2000年（平成12年） | 118,957         | -0.3%           | 68,876          |
| 2001年（平成13年） | 118,306         | -0.5%           | 68,630          |
| 2002年（平成14年） | 116,063         | -1.9%           | 68,356          |
| 2003年（平成15年） | 116,129         | 0.1%            | 68,554          |
| 2004年（平成16年） | 114,648         | -1.3%           | 68,475          |
| 2005年（平成17年） | 115,115         | 0.4%            | 69,108          |
| 2006年（平成18年） | 117,795         | 2.3%            | 69,850          |
| 2007年（平成19年） | 119,392         | 1.4%            | 71,246          |
| 2008年（平成20年） | 121,018         | 1.4%            | 72,145          |
| 2009年（平成21年） | 117,663         | -2.8%           | 71,336          |
| 2010年（平成22年） | 117,616         | 0.0%            | 71,143          |
| 2011年（平成23年） | 117,800         | 0.2%            | 71,128          |
| 2012年（平成24年） | 119,125         | 1.1%            | 71,270          |
| 2013年（平成25年） | 120,763         | 1.4%            |                 |
| 2014年（平成26年） | 118,646         | -1.8%           |                 |
| 2015年（平成27年） | 121,332         | 2.3%            |                 |
| 2016年（平成28年） | 122,954         | 1.3%            |                 |
| 2017年（平成29年） | 124,169         | 0.9%            |                 |
| 2018年（平成30年） | 124,917         | 0.6%            |                 |
| 2019年（令和元年） | 125,134         | 0.2%            |                 |
| 2020年（令和02年） | 91,978          | -26.5%          |                 |
| 2021年（令和03年） | 97,117          | 5.6%            |                 |
| 2022年（令和04年） | 109,766         | 13.0%           |                 |
| 2023年（令和05年） | 115,935         | 5.6%            |                 |

## 駅周辺

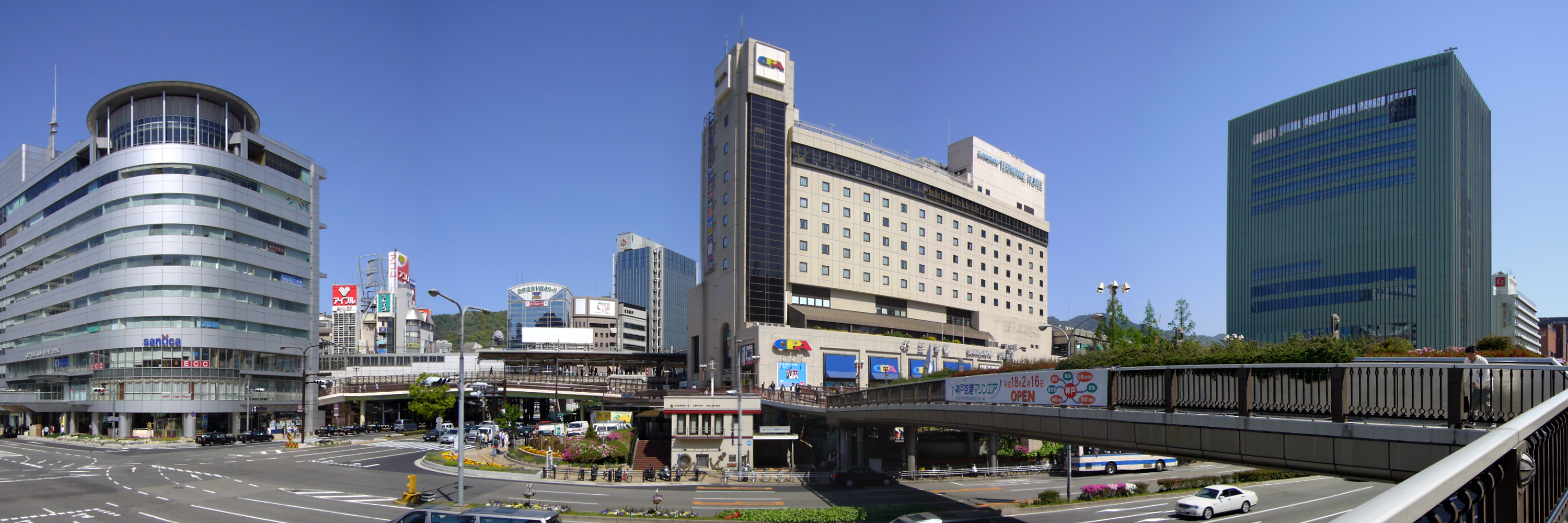
南側全景、左から、神戸交通センタービル、三宮ターミナルビル、ミント神戸

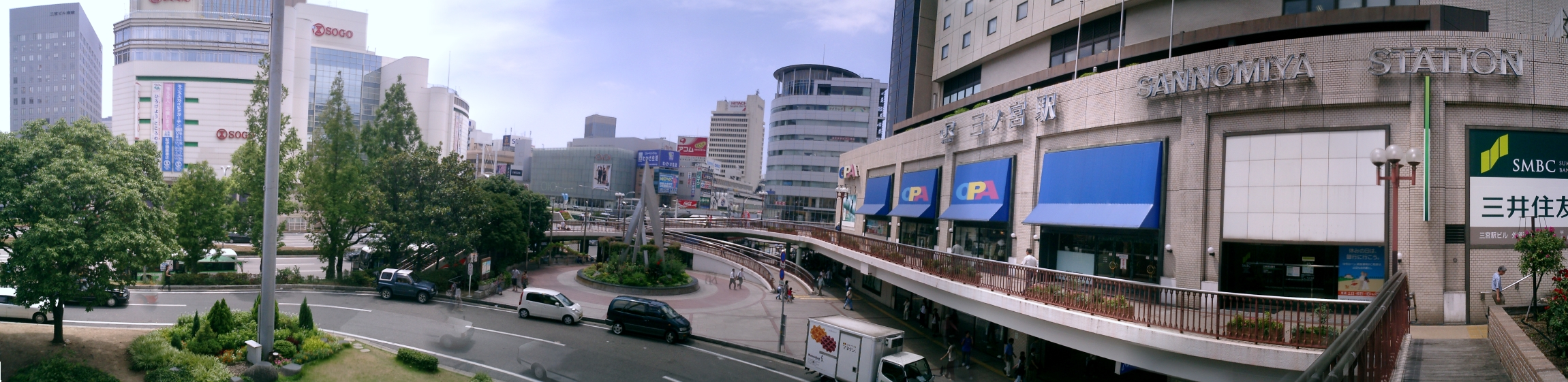
中央口南側

当駅周辺は神戸市最大の繁華街、ビジネス街となっている。フラワーロードを挟んで東寄りに阪神神戸三宮駅と神戸新交通三宮駅、当駅、西寄りに阪急神戸三宮駅がある。
- タクシー乗り場
  - 駅北側中央口付近
  - 駅南側ポートライナー高架下
  - 駅西側JR・阪急高架下
- 神戸交通センタービル
  - みなと銀行三宮支店ほか
- 三宮ターミナルビル（閉鎖）
  - 三宮オーパ、三宮ターミナルホテルほか
- ミント神戸（神戸新聞会館）
  - OSシネマズミント神戸
  - 三宮バスターミナル（高速バス、フェリーバス等の発着場所）
- センタープラザ・さんプラザ
- ダイエー神戸三宮店
- 神戸阪急（旧・そごう神戸店）
- 三宮センター街
- さんちか（三宮地下街）[51]
- スクラ三宮
- 神戸マルイ
- 神戸ロフト
- 神戸三宮阪急ビル
- 神戸中央郵便局三宮分室
- ジョーシン三宮1ばん館
- ヤマダデンキ LABI三宮[52][53] - かつては星電社によるフランチャイズ店。同社の本社も同じ場所にあった。
- 三宮中央ビル
- 三宮ビル東館
- 三宮ビル南館
- 三宮国際ビル
- 三宮グランドビル
  - ネスレ日本本社、カフェ・ネスカフェ三宮店
- 三宮ビル北館
  - P&Gジャパン本社
  - りそな銀行神戸支店
- 神戸国際会館
  - 神戸国際会館内郵便局
- 神戸御幸通郵便局
- 生田神社
- 神戸市役所
- 東遊園地
- みずほ銀行神戸支店
- 三井住友銀行三宮支店
- 三菱UFJ銀行三宮支店
- 三宮センター街
- サンキタ広場
- センタープラザ・さんプラザ
- ユザワヤ神戸店
- 駿台予備学校神戸校
- 代々木ゼミナール神戸校
- 生田警察署
- 神戸税務署
- 駐神戸大韓民国総領事館
- NHK神戸放送局
- 北野工房のまち
- 神戸モスク
- 国道2号
- 兵庫県道21号神戸明石線
- フラワーロード（兵庫県道30号新神戸停車場線）

## その他
- 隣の元町駅との駅間は0.8kmであり、JR神戸線で最短である。
- 電光掲示板の遅延表示は、「2分遅れ」から表示される（当駅以外のほとんどの駅は「3分遅れ」から表示される。この駅より西の駅で同様の対応をしているのは垂水駅のみである）。[独自研究?]
- 第4回近畿の駅百選選定駅。
- 『火垂るの墓』で主人公の横川清太が亡くなった駅である。
- 「布引町」は旧葺合区（1980年に旧生田区と統合して中央区となる）の地名であり、当駅は葺合区に所在していたが、ホームの神戸・姫路方がフラワーロードの上にあり、さらに現在の西口は生田区にあった。すなわち、当駅は葺合区と生田区にまたがっていた。なお、阪急三宮駅は生田区内に、阪神三宮駅は葺合区内にそれぞれ収まっていた。
- ベルリン動物園駅をモデルにしている[独自研究?]。
- 2015年8月に駅前の再開発で温泉を発掘した[54]。
- 元プロ野球選手の近田怜王が一時勤務していた（その後明石車掌区の車掌。2017年より京都大学硬式野球部臨時のち正式コーチ兼任を経て、2020年9月よりJR西日本から京都大学への出向職員扱いで助監督に就任。2021年11月より監督に昇格）[55]。

## 隣の駅
※特急列車については各列車記事を参照。
西日本旅客鉄道（JR西日本）
 JR神戸線（東海道本線）
- 特急「スーパーはくと」「はまかぜ」「らくラクはりま」・寝台特急「サンライズ瀬戸」･「サンライズ出雲」停車駅（定期の寝台特急は上り(東京行き)のみ停車）

■新快速
芦屋駅 (JR-A54) - 三ノ宮駅 (JR-A61) - 神戸駅 (JR-A63)
■快速
六甲道駅 (JR-A58) - 三ノ宮駅 (JR-A61) - 元町駅 (JR-A62)
■普通（JR東西線・学研都市線内で区間快速となる列車を含む）
灘駅 (JR-A60) - 三ノ宮駅 (JR-A61) - 元町駅 (JR-A62)